# René Rast
René Rast est un pilote automobile allemand né le 26 octobre 1986 à Minden en Allemagne. Après des débuts en karting et deux saisons en Formule BMW, il participe à divers championnats de voiture de tourisme et à la Porsche Carrera Cup. 
Il remporte à deux reprises la Porsche Supercup en 2010 et 2011 ainsi que la Porsche Carrera World Cup en 2011. Il est sacré champion 3 fois en DTM en 2017, 2019 et 2020 sur une Audi RS5 DTM

## Palmarès
- 2005 : Champion de l'ADAC Volkswagen Polo Cup
- 2006 : Vice-champion de la SEAT Leon Supercopa Germany
- 2008 : Champion de Porsche Carrera Cup Allemagne
- 2010 : Champion de Porsche Supercup
- 2011 : Champion de Porsche Supercup et vainqueur de la Porsche Carrera World Cup
- 2012 : Champion de Porsche Supercup et de Porsche Carrera Cup Allemagne, vainqueur des 24 Heures de Daytona dans la catégorie GT et des 24 Heures de Spa sur une Audi R8 LMS du Team Phoenix
- 2014 : Champion de l'ADAC GT Masters avec Kelvin van der Linde, vainqueur des 24 Heures du Nürburgring et des 24 Heures de Spa
- 2017 : Champion de DTM avec son Audi RS5. Il devient ainsi le premier rookie à gagner le championnat de tourisme allemand depuis 1993[2]
- 2018 : Vice-champion DTM
- 2019 : Champion DTM
- 2020 : Champion DTM